# Giovanni Trevano
Giovanni Battista Trevano (overleden in 1642) was een 17e-eeuwse Poolse architect van Zwitserse afkomst bedreven in de vroegbarok. Hij was vanaf 1613 de hofarchitect van Sigismund III van Polen en heeft een aantal historische bouwwerken op zijn naam staan.
| Naam                                                          | Bouwjaar             | Adres                         | Plaats   | Bijzonderheden                                                                        | Afbeelding |
| ------------------------------------------------------------- | -------------------- | ----------------------------- | -------- | ------------------------------------------------------------------------------------- | ---------- |
| Koninklijke Kasteel van Wawel                                 | 1599-1602            | Wawel 3                       | Krakau   | Wederopbouw na de brand van 1595                                                      |            |
| Koninklijk paleis van Łobzów                                  | 1602-1605            | Podchorążych 1                | Krakau   | Reconstructie                                                                         |            |
| Sint-Jacekkerk                                                | 1603-1639            | Freta 8/10                    | Warschau |                                                                                       |            |
| Sint-Petrus-en-Pauluskerk                                     | 1610-1619            | Grodzka 52A                   | Krakau   | De afronding (voorgevel)                                                              |            |
| Wawelkathedraal                                               | 1617-1619, 1628-1630 | Wawel 3                       | Krakau   | Muur met drie poorten, epitaaf van Marcin II Szyszkowski en altaar van St. Stanislaus |            |
| Maria Visitatiekerk                                           | 1637-1641            | Karmelicka 19                 | Krakau   | Kapel van Onze-Lieve-Vrouw van het Zand in de Maria Visitatiekerk                     |            |
| Bisschoppelijk Paleis van Kielce                              | 1637-1641            | plac Zamkowy 1                | Kielce   | Onder supervisie van Tomasz Poncino                                                   |            |
| Kazimierzpaleis                                               | 1637-1641            | Krakowskie Przedmieście 26/28 | Warschau |                                                                                       |            |
| Sint-Martinuskerk en klooster van de ongeschoeide karmelieten | 1638-1644            | Grodzka 56                    | Krakau   |                                                                                       |            |
| Izaaksynagoge                                                 | 1638-1644            | Kupa 18                       | Krakau   |                                                                                       |            |
| Norbertijnenklooster van Krakau                               |                      | Tadeusza Kościuszki 88        | Krakau   | Reconstructie                                                                         |            |

- Nationale Bibliotheek van Israël: 987009755087005171
- Union List of Artist Names: 500090713
- Virtual International Authority File: 96342657